# 沈尔康
沈尔康（1919年—？），男，江苏青浦人，中国航空救生技术专家，曾任航空救生研究所总工程师、所长、科学技术委员会主任、研究员级高级工程师，第六、七届全国政协委员。